# Argonay
Argonay is een gemeente in het Franse departement Haute-Savoie (regio Auvergne-Rhône-Alpes). De plaats maakt deel uit van het arrondissement Annecy. Argonay telde op 1 januari 2022 3.713 inwoners.

## Geografie
De oppervlakte van Argonay bedroeg op 1 januari 2022 5,16 vierkante kilometer; de bevolkingsdichtheid was toen 719,6 inwoners per km².

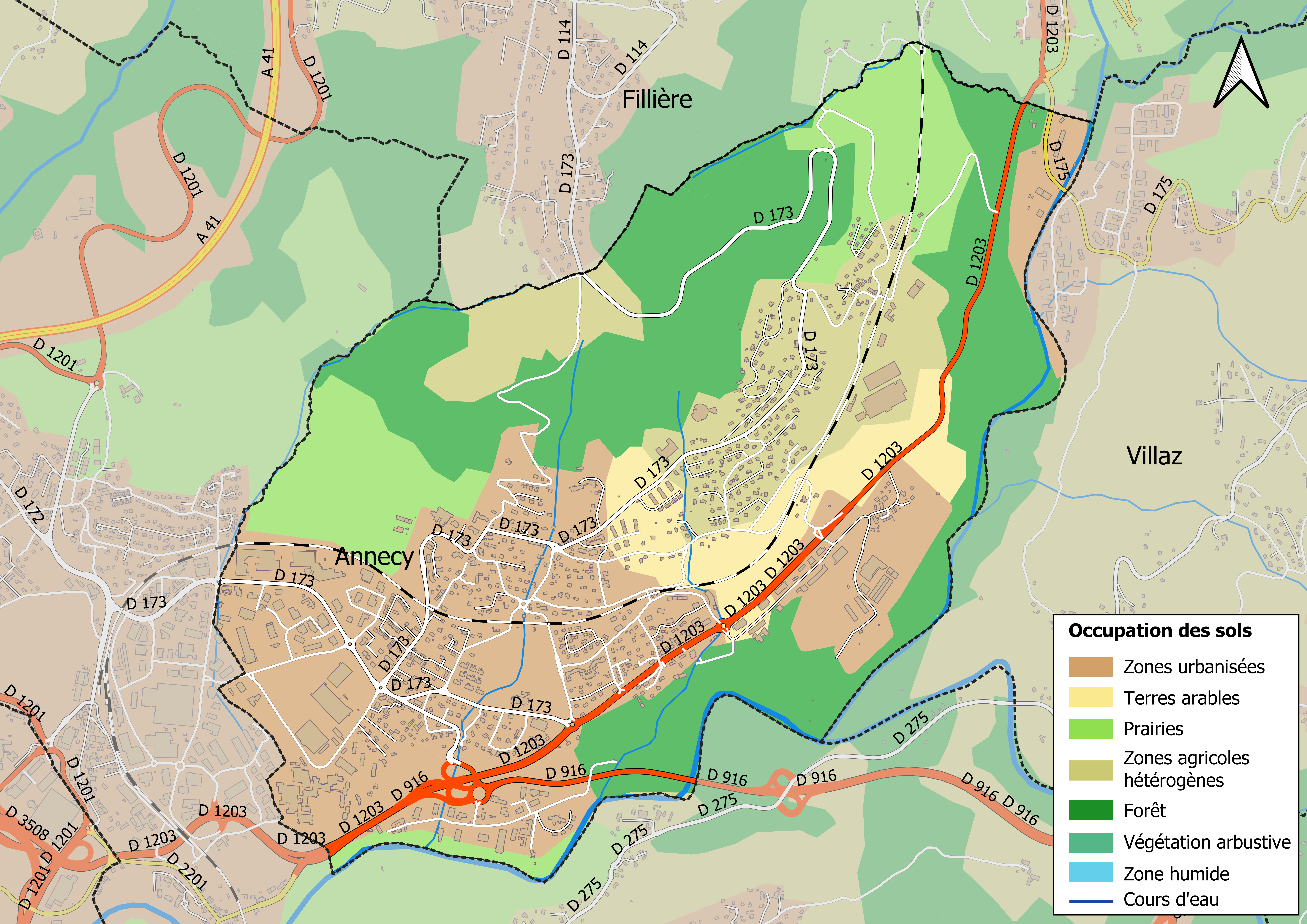
Kaart van de gemeente met de belangrijkste infrastructuur, bodemgebruik en omliggende gemeenten

## Demografie
Onderstaande figuur toont het verloop van het inwonertal (bron: INSEE-tellingen).